# Spogostylum fuscipenne
Spogostylum fuscipenne är en tvåvingeart som först beskrevs av Zaitzev 1976.  Spogostylum fuscipenne ingår i släktet Spogostylum och familjen svävflugor. Inga underarter finns listade i Catalogue of Life.